# Đường đến địa ngục được lát bằng thiện tâm
Đường đến địa ngục được lát bằng thiện tâm là một câu tục ngữ hay cách ngôn.